# Martina Navratilova
Martina Navrátilová (født som Martina Šubertová 18. oktober 1956 i Řevnice, Prag, Tjekkiet) er en tjekkisk-amerikansk tennisspiller. Hun er verdens mest vindende tennisspiller nogensinde på tværs af kønnene.
Martina Navratilova spillede med venstre hånd og var af spillestil klassisk serv/flugt-spiller, hvilket favoriserede hende på de hurtige græsbaner i Wimbledon.[kilde mangler] Ikke desto mindre formåede hun også to gange at vinde titlen på de langsomme grusbaner i French Open. Hun har vundet turneringer på alle underlag i såvel single som double (herunder mixdouble), hvilket gør Navratilova til en "komplet tennisspiller".[kilde mangler]
Hun lå nummer 1 på verdensranglisten 1978-79 og 1982-87, i sammenlagt 331 uger. Martina Navrátilová blev i 2000 optaget i International Tennis Hall of Fame.
Martinas mor giftede sig i 1962 med Miroslav Navrátil, hvorefter Martina fik efternavnet Navrátilová.

## Titler og rekorder
Navratilova har vundet 18 Grand Slam-titler i single, hvilket gør hende til en af de mest vindende spillere i disse store turneringer. I nyere tid er hun blandt andre overgået af Steffi Graf der har vundet 22 Grand Slam titler. Og tidligere har Margaret Smith Court vundet 24. Hun har i alt vundet 167 professionelle single-turneringer og 177 double-turneringer, begge dele er også rekord på tværs af kønnene.
Foruden ni single-titler ved Wimbledon, har Navratilova vundet elleve titler i doublerækkerne ved denne turnering, senest i 2003, hvilket gør hende til den ældste der har vundet Wimbledon. Disse 20 Wimbledon-titler i alt er en rekord, hun deler med Billie Jean King, som hun i 1979 vandt damedoublen sammen med.

Single:
- Australian Open (1981, 1983, 1985)
- French Open (1982, 1984)
- Wimbledon (1978, 1979, 1982, 1983, 1984, 1985, 1986, 1987, 1990)
- US Open (1983, 1984, 1986, 1987)

- WTA Championships (1978, 1979, 1981, 1983, 1984, 1985, 1986, 1986)

Double:
- Australian Open (1980, 1982, 1983, 1984, 1985, 1987, 1988, 1989)
- French Open (1975, 1982, 1984, 1985, 1986, 1987, 1988)
- Wimbledon (1976, 1979, 1981, 1982, 1983, 1984, 1986)
- US Open (1977, 1978, 1980, 1983, 1984, 1986, 1987, 1989, 1990)

- WTA Championships (1980, 1981, 1982, 1983, 1984, 1985, 1986, 1987, 1988, 1989, 1991)